# Берёзово (Новокузнецкий район)
Берёзово — село в Новокузнецком районе Кемеровской области. Входит в состав Загорского сельского поселения. Рядом с селом расположен Берёзовский угольный разрез. 

## География
Центральная часть населённого пункта расположена на высоте 323 метров над уровнем моря.

## Население
По данным Всероссийской переписи населения 2010 года, в селе Берёзово проживает 365 человек (173 мужчины, 192 женщины).

## История
Во времена СССР существовал колхоз 4я домна.